# Curiosità sessuale
La curiosità sessuale è una locuzione che indica attrazione sessuale, interesse oppure desiderio per il sesso, in maniera sporadica, occasionale, intermittente, infrequente, episodica, discontinua o rara. Questi comportamenti di curiosità verso il sesso, caratterizzati da attrazione discontinua e saltuaria rispetto a quella abitudinaria, sono difficili da vedere come un orientamento sessuale vero e proprio, perché questo è caratterizzato dalla reiterazione e dalla persistenza del medesimo nel tempo, e pertanto fa riferimento alla definizione di comportamento sessuale e si differenzia dagli orientamenti sessuali o parafilie per questa irregolarità temporale.
Con curiosità sessuale si fa riferimento al comportamento sessuale che serve al soggetto per rendersi conto di qualcosa, comportamento suscitato da stimoli di varia natura (biologica, ambientale ecc.). Si può osservare in età infantile o pre-adolescenziale, ma anche negli adulti. I motivi della sua sporadicità variano da individuo a individuo, cioè sono soggettivi anche a causa delle innumerevoli variabili o fattori (le variabili che incidono maggiormente) che entrano in gioco.
La curiosità sessuale si manifesta specialmente in soggetti alla ricerca di una propria auto-consapevolezza identitaria, come avviene durante l'età pre-adolescenziale o l'adolescenza, perché la sessualità è fondamentale nella costruzione dell'identità di genere. Nei casi di curiosità-sessuale può esistere un problema d'immediata accettazione, di conseguenza nascono dubbi e confusione che possono portare anche a forme di paura e negazione di sé.

## Classificazioni
Una semplificativa divisione sui tipi di curiosità sessuale, già in uso sia tra le comunità LGBT che la popolazione generale, si basa sul genere sessuale verso cui si prova attrazione (maschio, femmina, androgino, transessuale):
- bi-curiosità:[10][11] attrazione sporadica verso il genere che di solito non si prende in considerazione.
- etero-curiosità o etero-flessibilità: interesse sessuale occasionale di un eterosessuale verso lo stesso genere.
- omo-curiosità od omo-flessibilità: attrazione sessuale intermittente di un omosessuale verso il genere opposto.

Ii termini bi-curiosità e bisessualità non sono sinonimi: la bisessualità è un vero e proprio orientamento sessuale (un'attrazione sessuale reiterata nel tempo, che può avere preferenze per un genere sessuale o l'altro), mentre la bicuriosità è un comportamento sporadico e raro del soggetto (un'attrazione sessuale sporadica che sparisce presto e torna raramente). Con il termine bi-curioso non si può sapere se un uomo attratto sporadicamente dagli uomini sia eterosessuale oppure omosessuale. Nel caso in cui lo stesso uomo sia eterosessuale si può chiamare più specificatamente etero-curioso, perché sappiamo che è un bi-curioso eterosessuale; nel caso in cui lo stesso uomo sia omosessuale ed è attratto occasionalmente dal sesso femminile si può chiamare omo-curioso, perché sappiamo che è un bi-curioso omosessuale.
| Omo-curiosità                                                                                               | Bi-curiosità | Etero-curiosità                                                                                                 |
| --- | --- | --- |
| - orientamento sessuale: omosessuale - comportamento sessuale occasionale/situazionale: cerca sesso opposto | - orientamento sessuale: eterosessuale - comportamento sessuale occasionale/situazionale: cerca lo stesso sesso | - orientamento sessuale: eterosessuale - comportamento sessuale occasionale/situazionale: cerca lo stesso sesso |
| - orientamento sessuale: omosessuale - comportamento sessuale occasionale/situazionale: cerca sesso opposto | - orientamento sessuale: omosessuale - comportamento sessuale occasionale/situazionale: cerca sesso opposto     | - orientamento sessuale: eterosessuale - comportamento sessuale occasionale/situazionale: cerca lo stesso sesso |

Oltre alla bi-curiosità e alla etero-curiosità, nel linguaggio comune vengono utilizzati tantissimi termini, come per esempio trans-curiosità, che differiscono dalle parafilie chiamate ginemimetofilia e andromimetofilia per la mancanza di reiterazione e persistenza nel tempo. Questi termini usano come suffisso -curiosità e come prefisso la parola che indica l'interesse sessuale sporadico dovuto a curiosità, cioè quel comportamento istintivo che nasce dal desiderio di scoprire e sapere qualcosa.